# Warlanderhäst
Warlanderhästen är en nyutvecklad hästras från Australien som är resultatet av korsningar mellan Andalusierhästar och Frieserhästar. Resultatet blev en ståtlig och pampig häst med andalusierns karaktäristiska böjda nacke och fria rörelser och frieserhästens svarta färg och kraftiga hovskägg. Rasen används mycket inom barockridning. 

## Historia
Warlanderhästar har utvecklats under de senaste åren och är fortfarande väldigt ovanlig inom hästkretsar. Rasen började ta form i Australien under tidigt 1990tal när Australiens största stuteri för sporthästar (Australian Classical Sport Horse Stud) ville utveckla en ny ras, som skulle lämpa sig väl för ridsporten men fortfarande vara vacker och unik i utseendet. Tränaren Senor Ramon Benitez Guererro hade i åratal tränat andalusierhästar i både Spanien och Australien och hade fastnat för deras sätt att röra sig och deras förmåga att kunna gå i bra form. 
I Australien hade intresset för frieserhästen exploderat och det var vanligt att man korsade dessa med andra raser. De ansvariga uppfödarna på stuteriet bestämde sig ganska snabbt för att utveckla den nya hästrasen med hjälp av den klassiska Andalusiern på grund av de fria rörelserna, och Frieserhästen på grund av dess goda lynne och det unika utseendet. 
Stuteriet satte även upp regler för hur korsningarna skulle få gå till eftersom möjligheterna att korsningar av frieserhästar och andalusier redan fanns och var ganska vanliga. För att en häst ska få användas i warlanderaveln måste ena parten vara en bevisad iberisk häst, dvs. andalusier eller Lusitano, eventuellt även korsningar mellan dessa två. För att bevisa sitt iberiska ursprung måste hästarna vara registrerade och DNA-testade. Den andra parten måste vara en registrerad frieserhäst. För att korsningen ska gälla måste hästen innehålla minst 25% av en part och resten måste i så fall vara den andra parten. Inga andra raser tillåts i aveln. 
Under de senaste åren har intresset för barockridning ökat och likaså intresset för rasen. Idag finns warlanderhästar även i Sverige, liksom i resten av Europa och i USA, där rasen växer i stort antal. 

## Egenskaper
Warlanderhästen är en pampig och vacker och uppfödarna har strävat efter en häst som skulle efterlikna medeltida krigshästar, utan att för den sakens skull förlora några atletiska förmågor. Hästarna får vara ända upp till 170 cm i mankhöjd om alla andra kriterier för rasen är bemötta, men uppfödare uppmuntras att avla hästar som är minst 150 cm och högst 160 cm i mankhöjd för att hästarna ska passa bäst till barockridning och behålla den kraftiga och muskulösa exteriören. 
Den svarta färgen, som ärvs av frieserhästen är vanligast hos rasen men alla hela färger är tillåtna, medan fläckiga färger som Skäck eller tigrerad är strikt förbjudet och vita tecken får inte vara för stora. Huvudet är ädelt och nobelt med en rak eller något utåtbuktande nosprofil och hästarna har en ädel hållning. Ögonen är stora och vänliga. Nacken är böjd och muskulös med kraftig man och svans. Den naturligt böjda nacken är ett arv från andalusierhästarna. Benen kan vara något kraftiga och hos en del hästar syns Frieserpåbrået mer med yvigt hovskägg, men hästarna kan även vara utan hovskägg. 
Warlanderhästarna är avlade för ridning, både inom ridsporten och till fritidsridning men det medeltida utseendet har gjort att hästen har blivit populär inom tornerspel och barockridning. Hästarna har ett samarbetsvilligt temperament och mycket framåtanda. Arvet från Andalusiern har gjort att hästarna har lätt för att samla sig och gå i form. Warlanderhästen är även intelligent och har ett lätthanterligt temperament som gör att den är lätt att jobba med. 